# Panier de crabes
Panier de crabes (Laughter on the 23rd Floor) est une pièce de théâtre de Neil Simon créée en 1993.

## Argument

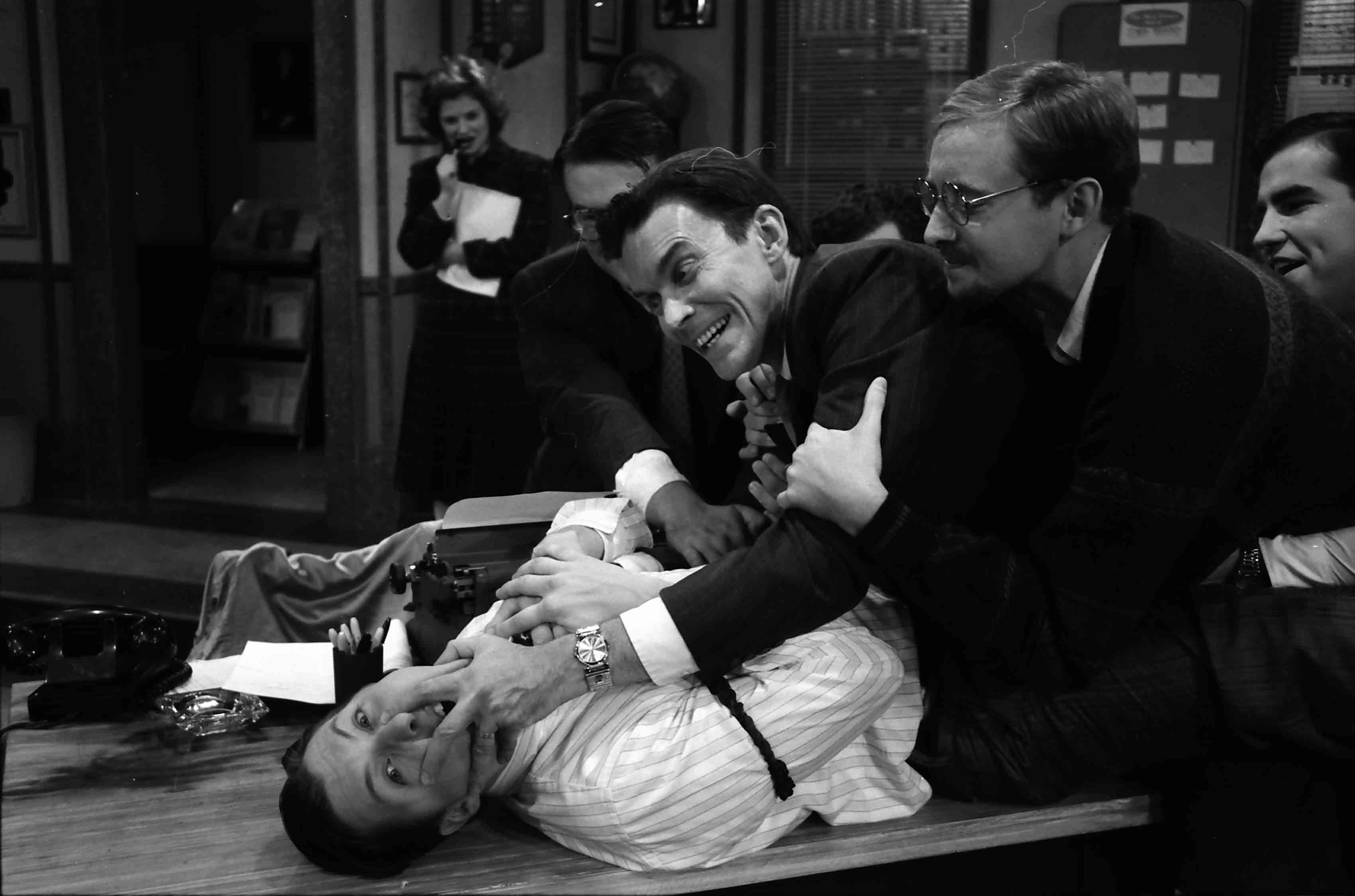
Photo d'une représentation de la pièce.

Max Prince est le présentateur vedette d'une émission de divertissement dans les années 1950. Il écrit ses textes avec son acolyte Lucas Brickman. Il doit par ailleurs se battre avec les dirigeants de la chaîne qui trouvent son humour trop sophistiqué pour le grand public.
Il s'agit d'une pièce à clef, les personnages correspondant à des personnalités réelles :
- Lucas Brickman : Neil Simon
- Max Prince	: Sid Caesar
- Kenny Franks : Larry Gelbart
- Val Slotsky : Mel Tolkin
- Brian Doyle : Tony Webster
- Milt Fields : Sheldon Keller
- Carol Wyman : Lucille Kallen et Selma Diamond
- Ira Stone : Mel Brooks

## Distribution
- Broadway (original, 1993) : Nathan Lane, Ron Orbach, Randy Graff, Mark Linn-Baker, Bitty Schram, J. K. Simmons, John Slattery et Lewis J. Stadlen (en)[1]
- West End (1996) : Gene Wilder[2]
- Théâtre Saint-Georges (1997) : Georges Beller, Francis Lax, Annie Savarin, Guilhem Pellegrin, Julie Arnold, Luis Rego[3]

## Adaptation
La pièce a été adaptée en téléfilm par Richard Benjamin en 2001.